# Sphecodes albifrons
Sphecodes albifrons är en biart som beskrevs av Smith 1879. Sphecodes albifrons ingår i släktet blodbin, och familjen vägbin. Inga underarter finns listade i Catalogue of Life.